# Friuli Isonzo Schioppettino
Il Friuli Isonzo Schioppettino è un vino DOC la cui produzione è consentita nella provincia di Gorizia.

## Caratteristiche organolettiche
- colore: rosso rubino intenso, con eventuali sfumature granata
- odore: vinoso, caratteristico, con sentore di piccoli frutti
- sapore:

## Produzione
Provincia, stagione, volume in ettolitri
- Gorizia  (1996/97)  78,47